# Монтору
Монтору́ (фр. Montauroux) — коммуна на юго-востоке Франции в регионе Прованс — Альпы — Лазурный берег, департамент Вар, округ Драгиньян, кантон Рокбрюн-сюр-Аржан.
Площадь коммуны — 33,54 км², население — 4743 человека (2006) с выраженной тенденцией к росту: 6019 человек (2012), плотность населения — 179,0 чел/км².

## Население
Население коммуны в 2011 году составляло — 5916 человек, а в 2012 году — 6019 человек.
| 1962 | 1968 | 1975 | 1982 | 1990 | 1999 | 2004 | 2006 | 2009 | 2011 | 2012 |
| ---- | ---- | ---- | ---- | ---- | ---- | ---- | ---- | ---- | ---- | ---- |
| 910  | 1053 | 1375 | 1997 | 2773 | 4017 | 4526 | 4743 | 5653 | 5916 | 6019 |

Динамика населения:

## Экономика
В 2010 году из 3498 человек трудоспособного возраста (от 15 до 64 лет) 2504 были экономически активными, 994 — неактивными (показатель активности 71,6 %, в 1999 году — 64,1 %). Из 2504 активных трудоспособных жителей работали 2242 человека (1261 мужчина и 981 женщина), 262 числились безработными (127 мужчин и 135 женщин). Среди 994 трудоспособных неактивных граждан 245 были учениками либо студентами, 367 — пенсионерами, а ещё 382 — были неактивны в силу других причин.
На протяжении 2010 года в коммуне числилось 2311 облагаемых налогом домохозяйств, в которых проживало 6013,0 человек. При этом медиана доходов составила 21 тысяча 615 евро на одного налогоплательщика.